# アレアルド・テルツィ
アレアルド・テルツィ（Aleardo Terzi、1870年1月6日 - 1943年7月15日）はイタリアの画家、イラストレーターである。

## 略歴
シチリアのパレルモで生まれた。父親のアンドレア・テルツィ(Andrea Terzi: 1842-1918) は成功した挿絵画家で、弟に昆虫学者、博物画家のアメデオ・テルツィ(Amedeo John Engel Terzi: 1872-1956)がいる。
パレルモの美術学校(Accademia di belle arti di Palermo)に入学するが中退し、ローマの絵入りの週刊誌「La Tribuna illustrata」の挿絵の仕事をするようになり、この雑誌の編集室で、イラストレーターのジョヴァンニ・マタローニと知り合った。マタローニはイタリアの「アール・ヌーヴォー」 (イタリアではスティレ・リベルティ(Stile Liberty)とも呼ばれる）を代表するポスター画家の一人であった。
この頃から、洗練されたスタイルの女性を描くのを好み、1894年にはパレルモで開かれたシシリアの画家たちの展覧会で一等を受賞した。1897年からローマやベルガモの美術出版社で仕事をした。
1898年にマタローニに勧められて、ミラノに移り、イタリアを代表するポスター画家が集まった音楽出版でも知られるミラノの出版会社リコルディの仕事をし、ここでポスター画家のアドルフ・ホーヘンシュタイン、マルチェロ・デュドヴィッチ、レオポルド・メトリコヴィッツ、レオネット・カッピエロらと知り合った。イタリアの企業ポスターや映画のポスターの制作をし、スティレ・リベルティのスタイルに移っていった。
1904年にローマの出版社の美術監督の仕事をしその後も、フィレンチェの出版社のために児童書の挿絵も描くようになった。書籍のイラストレータとして働きながら、舞台美術の仕事をし、ポスター制作を続けた。、
ピエモンテ州のカステッレット・ソプラ・ティチーノに移りそこで亡くなった。

## 作品

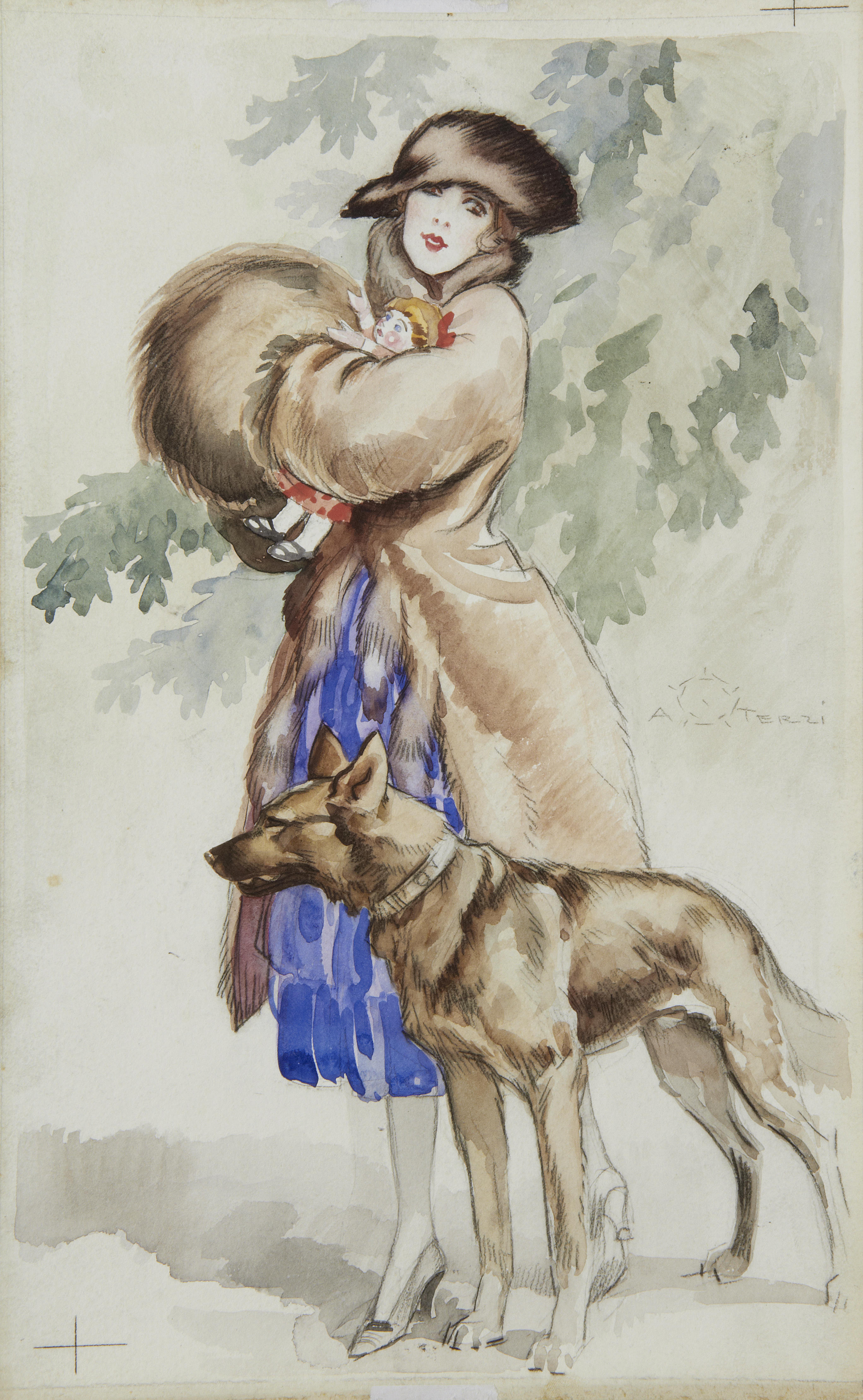
犬と歩く女性、(水彩画)
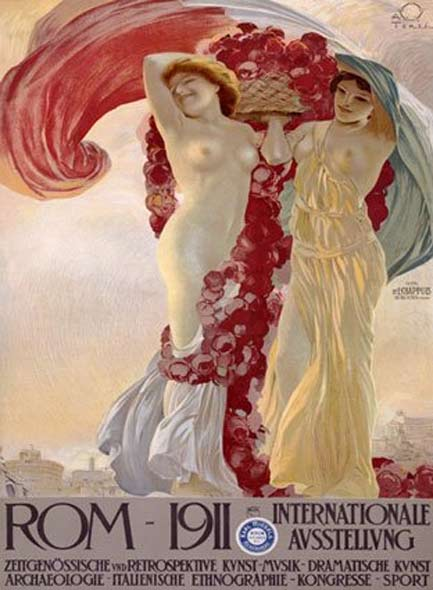
ローマ国際見本市ポスター (1911)
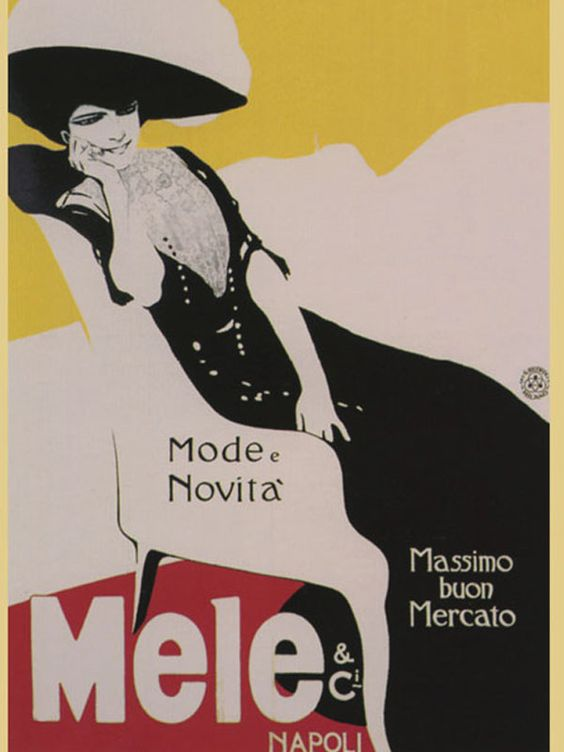
ポスター(1909/1910)
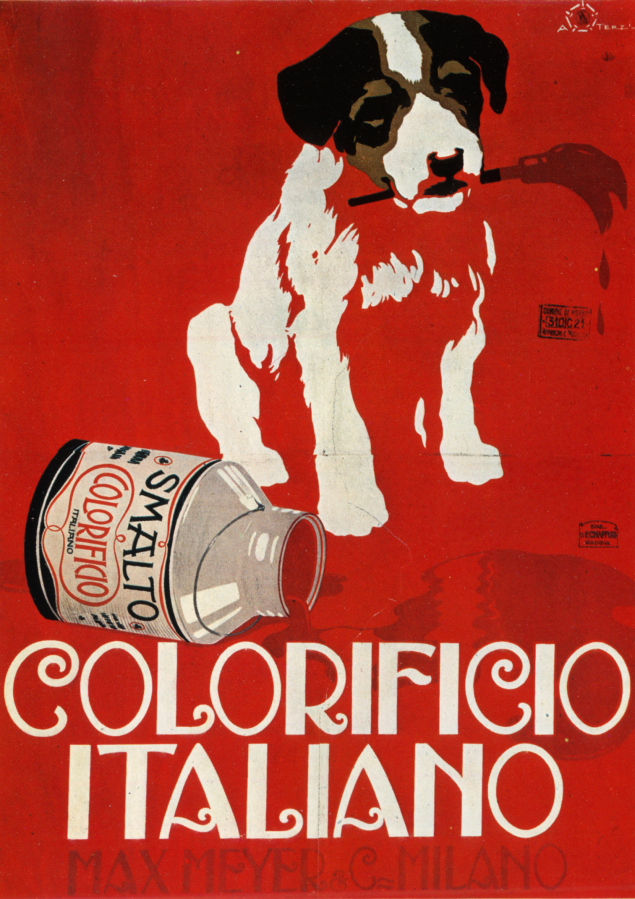
ポスター(1921)
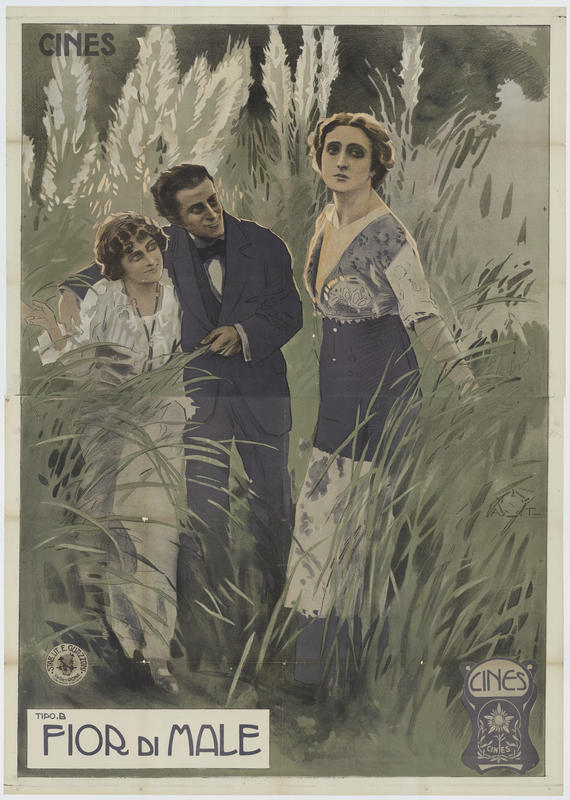
映画ポスター